# 石神井公園駅

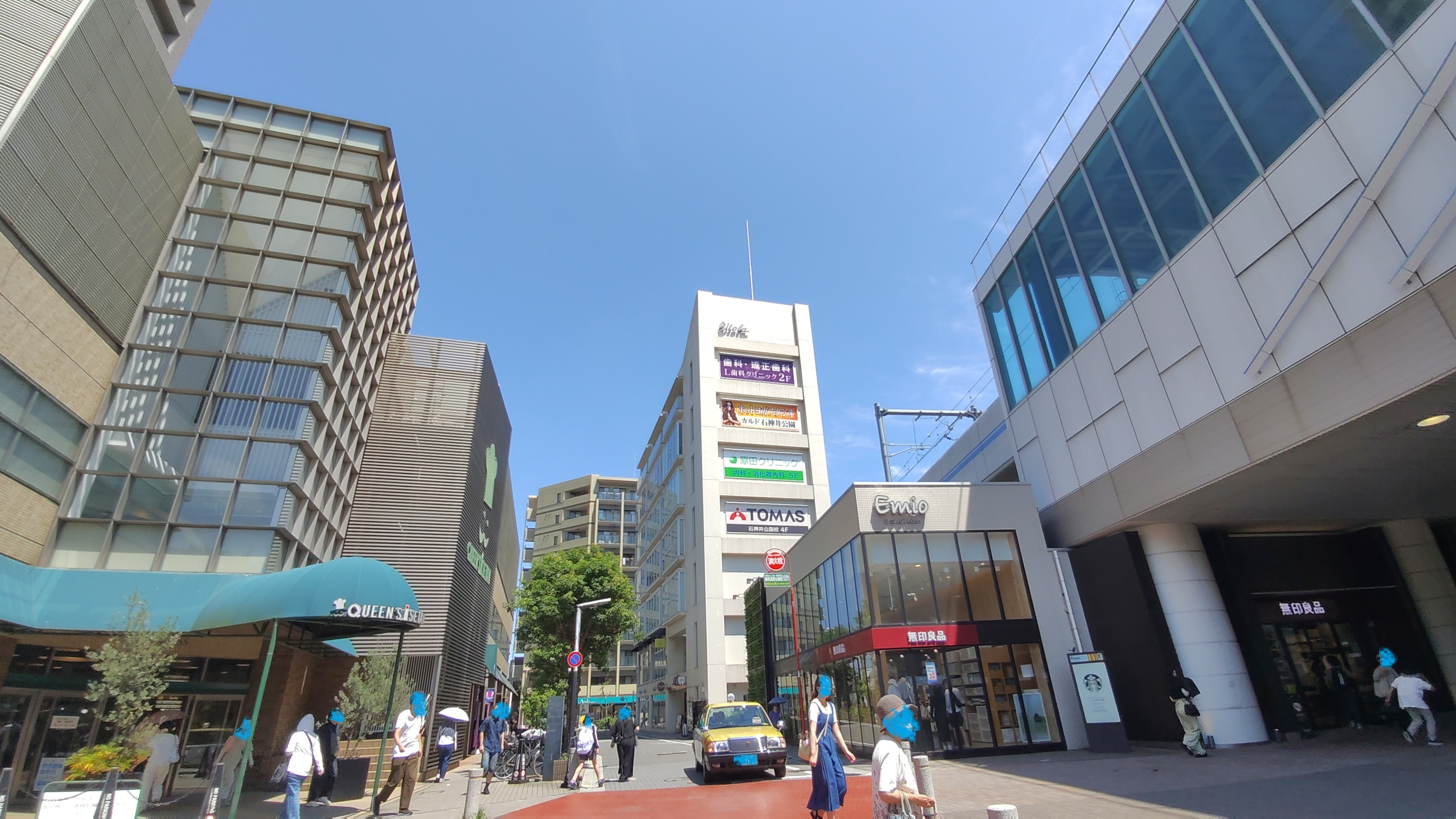
石神井公園駅 北側（2025年6月28日）

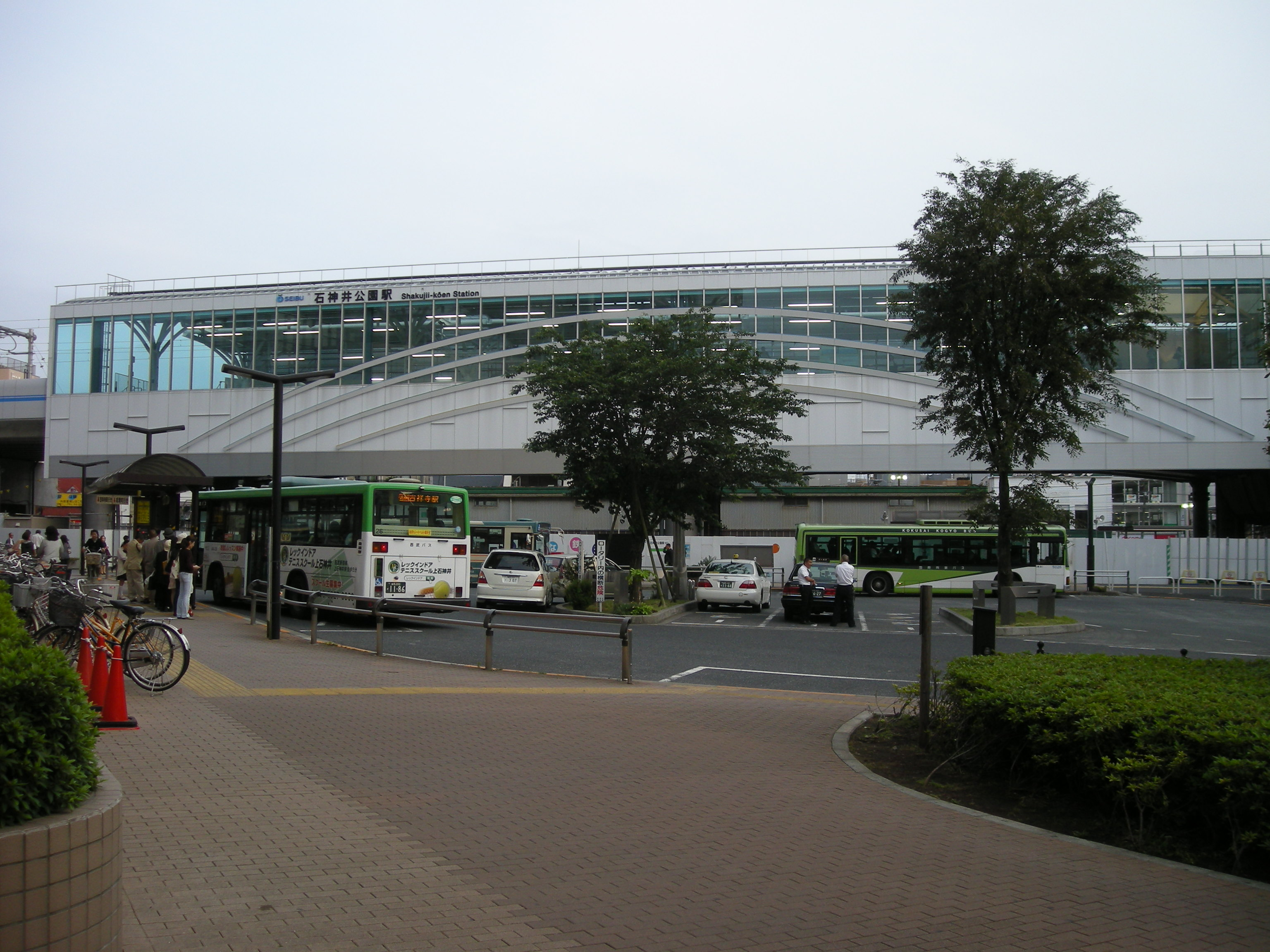
北口（2011年6月）

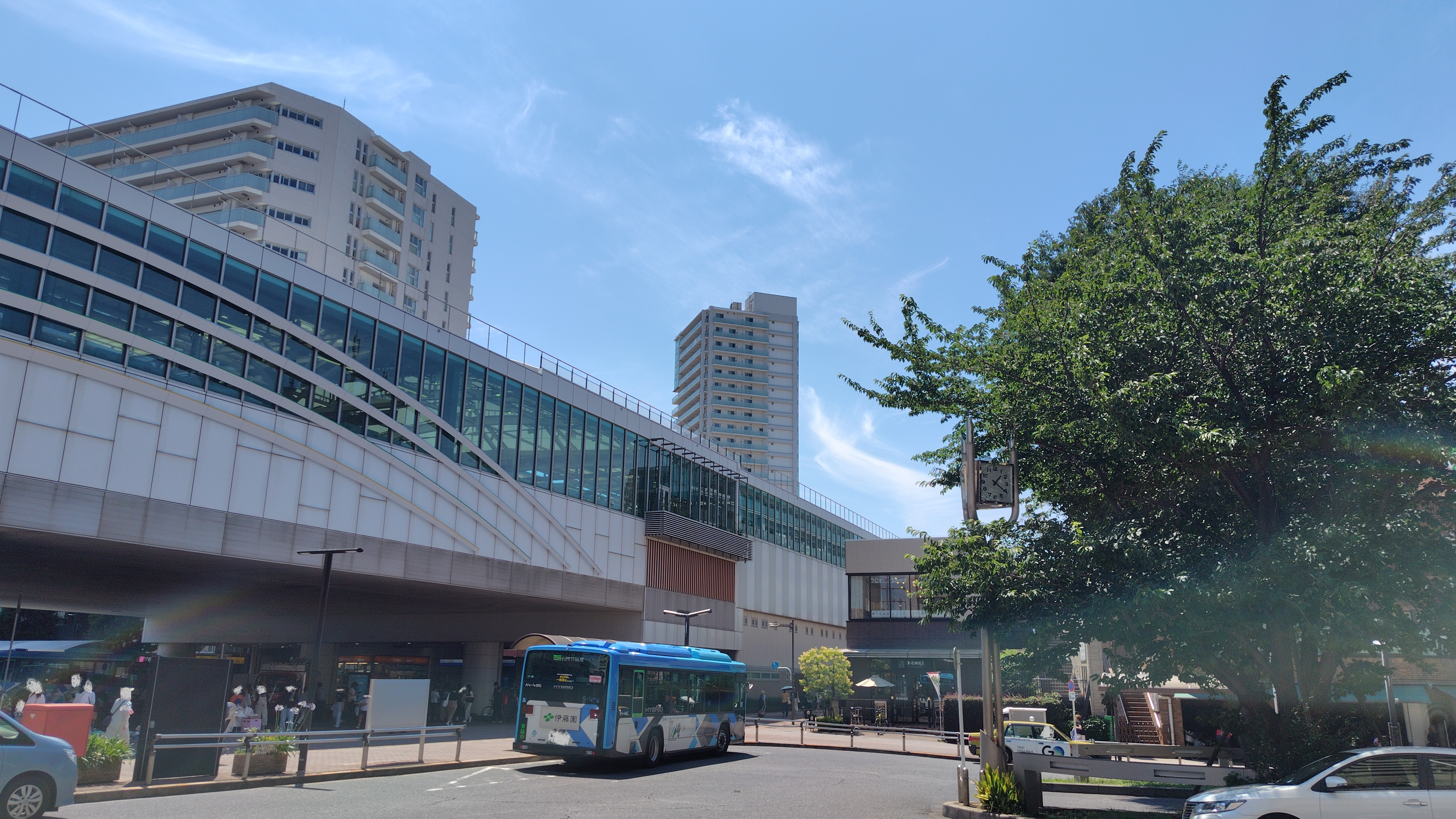
石神井公園駅 北側ロータリー（2025年6月28日）

石神井公園駅（しゃくじいこうえんえき）は、東京都練馬区石神井町三丁目にある、西武鉄道池袋線の駅である。駅番号はSI10。都立「石神井公園」に隣接。
特急ならびに平日朝ラッシュ時に千鳥停車運用で運行される通勤準急を除いた、全旅客営業列車が停車する。終日にわたって当駅発着の列車が設定されている。
石神井公園駅管区として、練馬高野台駅 - 秋津駅間の各駅を管理している。

## 歴史
駅の北口は 1978年（昭和53年）に貨物駅の縮小によって開かれた。2012年には高架化が完成した。

### 年表
- 1915年（大正4年）4月15日：石神井駅として開業[2]。
- 1933年（昭和8年）3月1日：石神井公園駅に改称[2]。
- 1962年（昭和37年）7月14日：駅構造を島式ホーム1面2線から島式ホーム2面3線に変更し、跨線橋を開設[3]。
- 1963年（昭和38年）11月1日：ホームが10両編成対応に延伸される[4]。
- 1978年（昭和53年）3月31日：貨物営業を廃止[5]。
- 1978年（昭和53年）9月12日：北口開設[6]。
- 1990年（平成2年）12月23日：新駅舎使用開始[7]。
- 2008年（平成20年）11月22日：高架化工事に伴い跨線橋を廃止して仮設地下道に切り替え（高架化工事の詳細については該当節参照）[8]。
- 2010年（平成22年）2月7日：上り線が高架化される[9]。
- 2011年（平成23年）4月17日：下り線が高架化される[10]。定期券販売窓口を廃止。
- 2012年（平成24年）6月23日：下りホーム全面供用開始（1番線使用開始により下り線が1面2線化）[11][12]。
- 2013年（平成25年）3月23日：西口を供用開始[13]。
- 2017年（平成29年）3月1日：商業施設「Emio石神井公園」がオープン[14]。

## 駅構造
島式ホーム2面4線を有する高架駅。
西武池袋線は当駅を境に飯能駅までが複線、練馬駅までが複々線である。そのため複線の大泉学園駅側に引き上げ線を備え、当駅発着の列車も副都心線や有楽町線直通列車を中心に多数設定されている。
ホームはそれぞれ有効長210m、幅員が最大10mである。中央部には冷暖房完備の待合室が設置され、屋根を支える支柱は石神井公園の木々をイメージした意匠となっている。地上階との間には池袋方に階段、所沢方にエスカレーター、中央部にエレベーターが設置されている。改札口は地上階の東西2方向（中央口、西口）に設けられている。改札内には床に石神井公園の水紋をイメージした意匠が施されており、西口改札脇にはトイレが設置されている。定期券自動発売機設置駅。駅舎の外装は、練馬区内在住在学の小中学・高校の学生を対象としたデザイン画コンテストが行われ、その入賞作品21点からアイデアを抽出して設計された。とくに、駅前広場に面する部位に設けられたアーチ状のモニュメントは、コンテスト最優秀賞作品から採用されたデザインである。
かつては駅舎および改札口が南北両方にある地上駅で、改札内の跨線橋でホームと駅舎を連絡する構造であった。駅の南北を移動するには近接の開かずの踏切として悪名高い踏切を利用する必要があったが、後述の高架化工事に伴い立体交差化され利便性が向上した。

### のりば
| ホーム | 路線   | 方向 | 行先                               |
| ------ | ------ | ---- | ---------------------------------- |
| 1・2   | 池袋線 | 下り | 所沢・飯能・西武秩父方面           |
| 3・4   | 池袋線 | 上り | 練馬・池袋・新木場・渋谷・横浜方面 |

（出典：西武鉄道:駅構内図）
- 3番ホームは、2012年ダイヤ改正以降、練馬駅4番ホームおよび西武新宿線各駅の上りホームと同じメロディが使用されている（複々線化に伴い、4番ホーム発列車と区別をつけるため）。
- 外側の1番・4番ホームは基本的に特急、通勤準急の通過及び各駅停車を除く優等列車を発着する急行線、内側の2番・3番ホームは各駅停車が発着する緩行線として使い分けることで緩急接続を行っている。但し、一部優等列車は交互発着及び上位列車待避のため2・3番ホーム、各駅停車も1・4番ホームを使用する場合がある。当駅が始発・終点となる列車は、引き上げ線の関係もあり必ず内側ホームを使用する。
- 下りの1番・2番ホームは同時刻に到着、上りの3番・4番ホームは同時刻に発車する事がある。
- 当駅では、池袋線池袋駅発着の急行と、東京メトロ有楽町線・副都心線直通の各駅停車との連絡が頻繁に行われる。急行・通勤急行と、平日朝に1本のみ運転されている池袋行の快速急行は、次の停車駅が池袋駅で、練馬駅には停車しないため、西武有楽町線の小竹向原駅を経由して有楽町線・副都心線へ向かう際には、当駅での乗り換えが必要となる。
- 夜間は2本ある引き上げ線にそれぞれ8両編成が1本ずつ留置される。このうち下り線側に留置される1本は翌朝5時台の各駅停車当駅始発池袋行きに、上り線側に留置される1本には東急5050系・横浜高速Y500系のいずれか1編成が留置され、翌朝の当駅始発各駅停車菊名（土休日は元町・中華街）行きに充当される。なお、日によっては留置番線が入れ替わる場合がある。

高架化以前は島式ホーム2面3線で、中線は上り（3番ホーム）と下り（2番ホーム）とで共用だった。また4番ホームの北隣に留置線が2本存在し、うち1本が車両留置や上り回送列車の待避に使われていた。練馬駅付近で高架・改良工事が行われていた頃、線路が分断されたため豊島線を終日練馬 - 豊島園間の折り返し運転とし、池袋 - 豊島園間の各駅停車を池袋 - 練馬間の運転としていた時期がある。この際、一部列車を除き練馬 - 当駅間を回送扱いとし、ホーム北側の留置線にて折り返し・待機としていた。

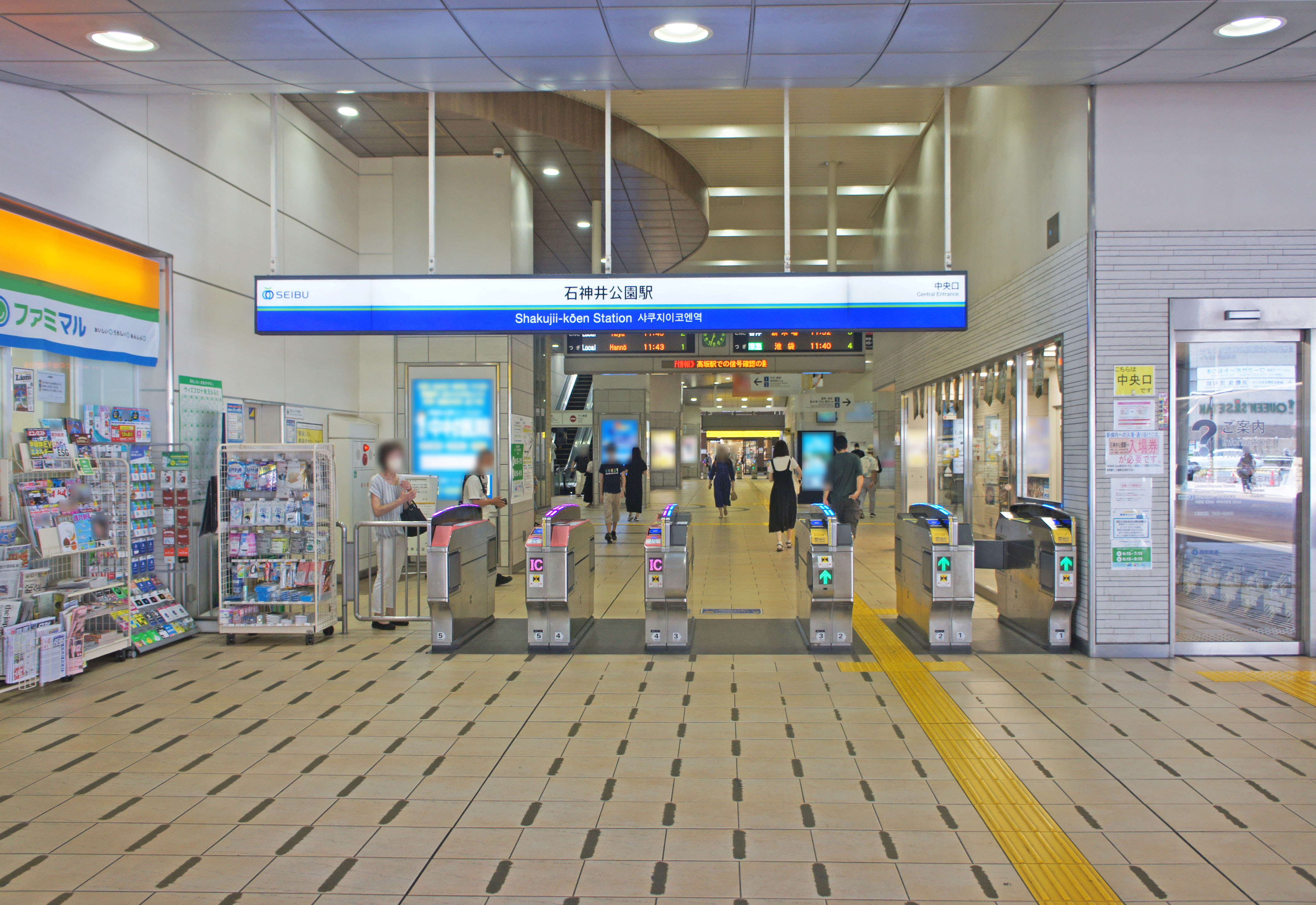
中央口改札（2022年7月）
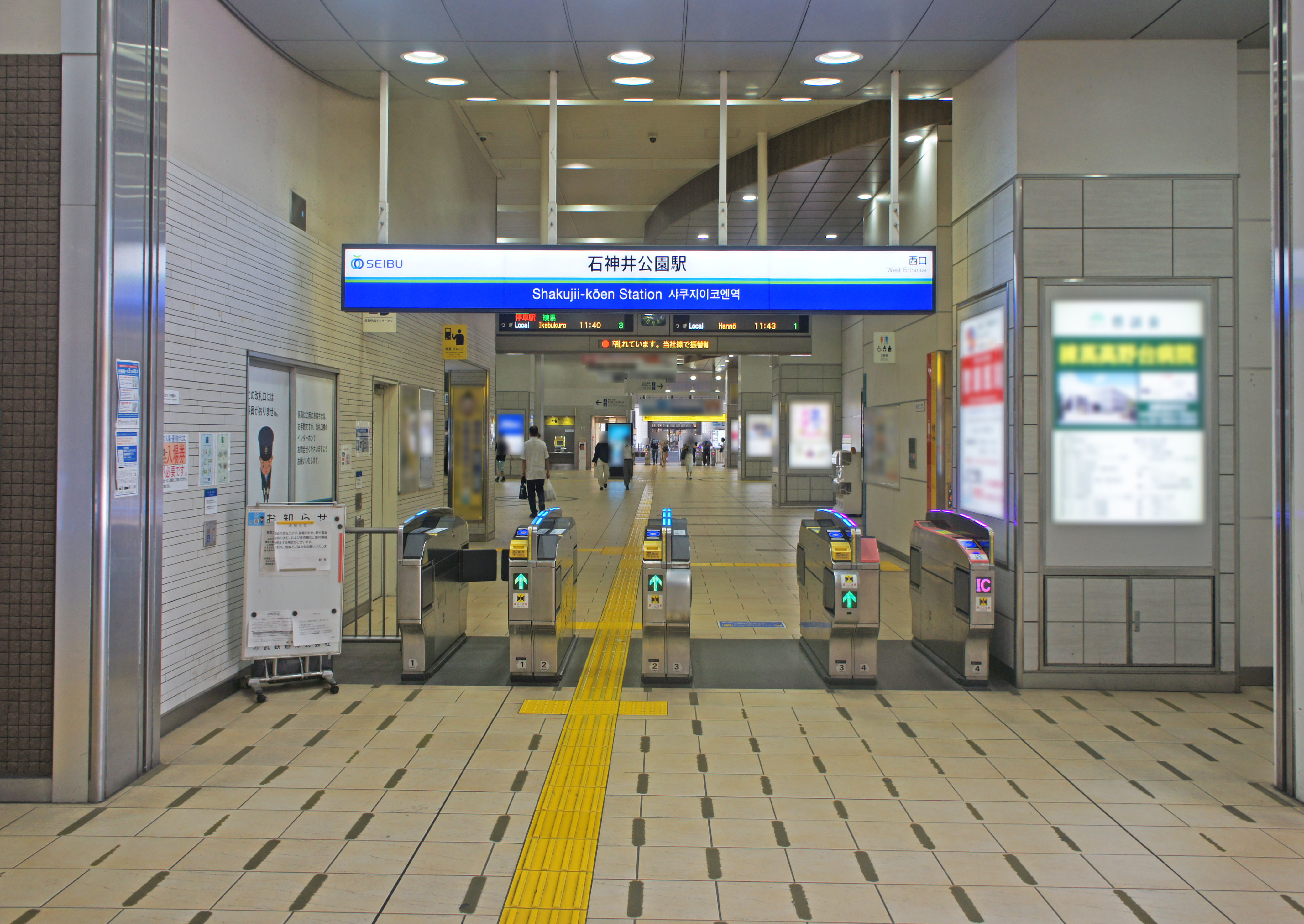
西口改札（2022年7月）
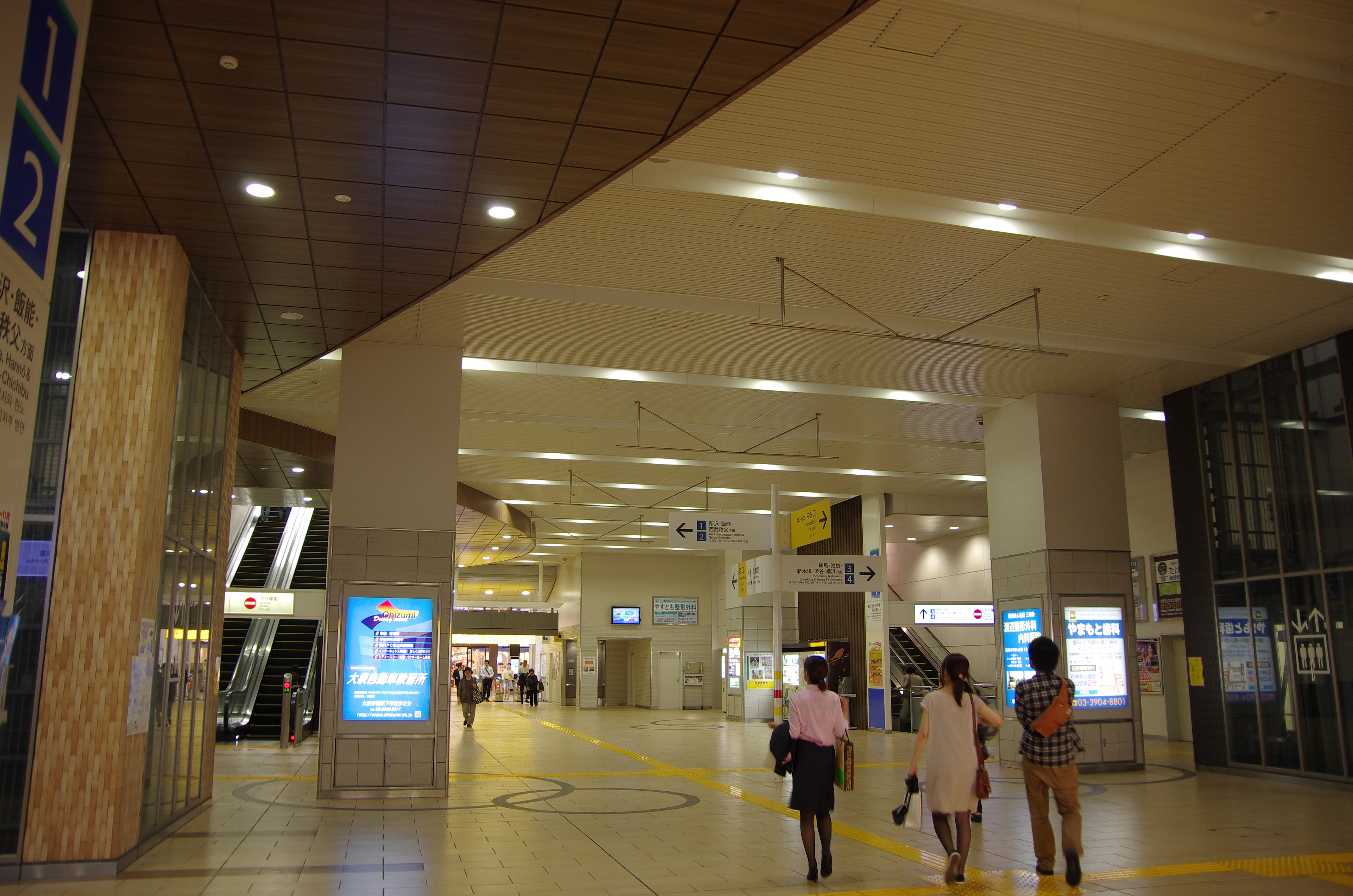
改札内コンコース（2014年9月）
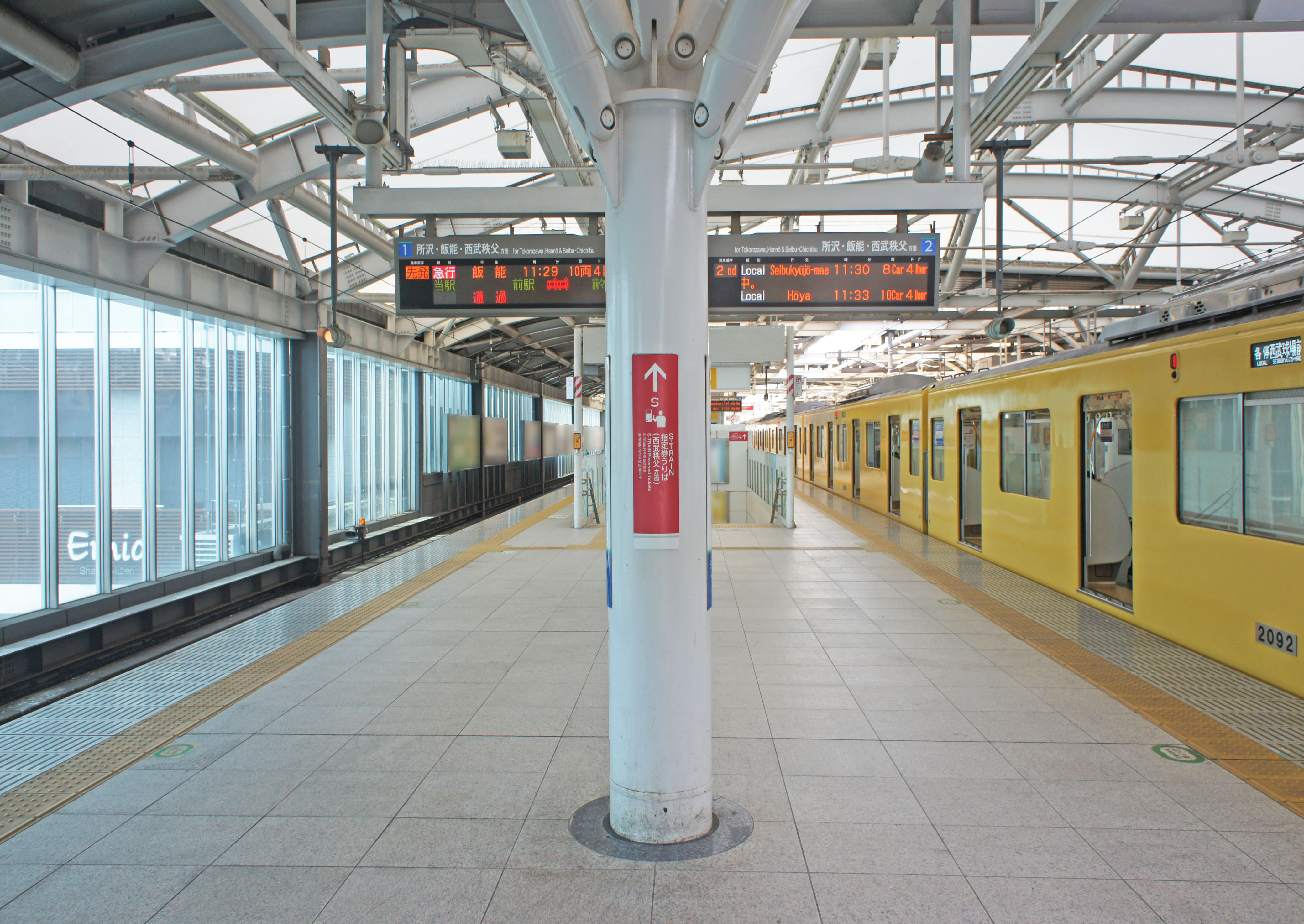
1・2番ホーム（2022年7月）
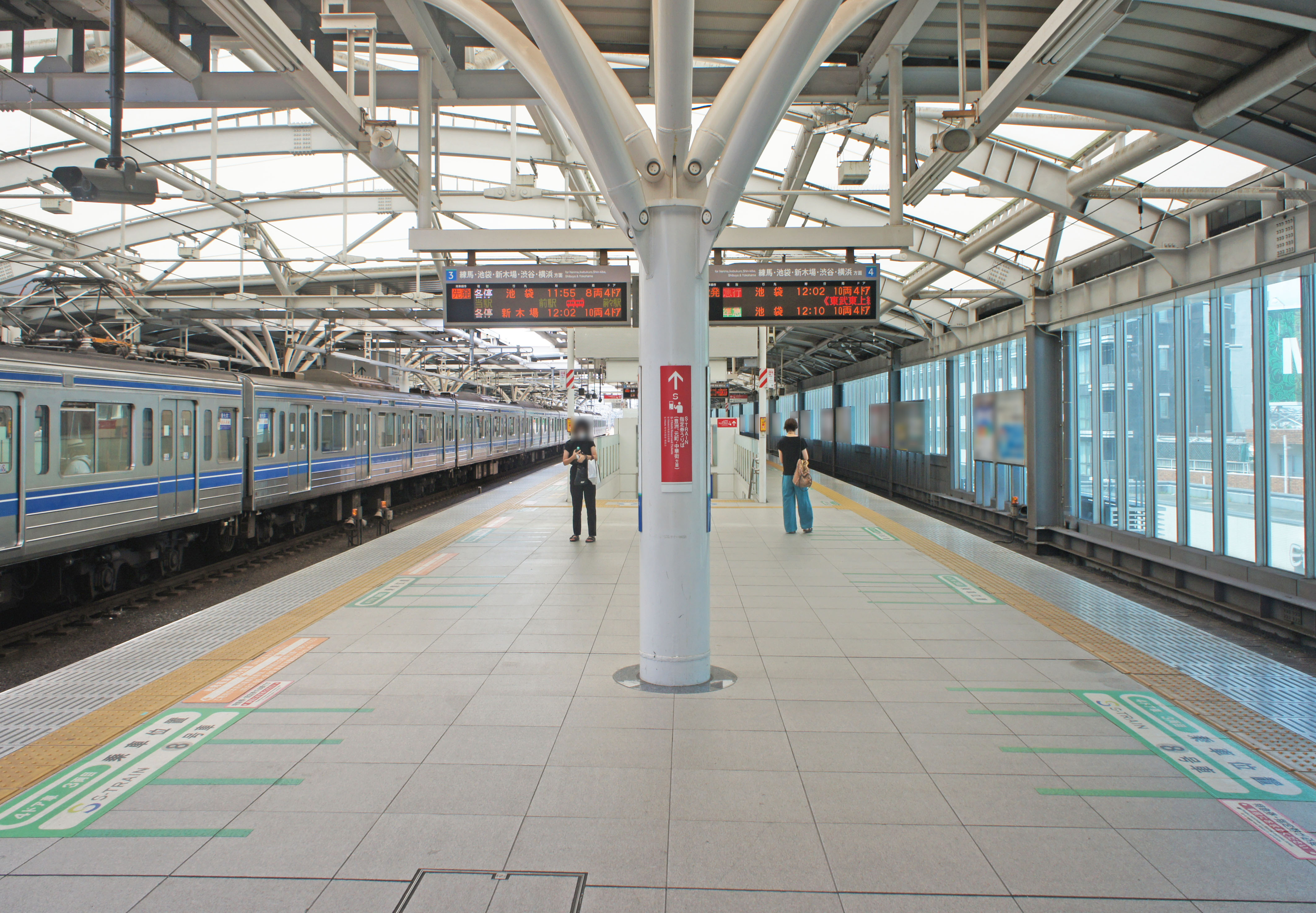
3・4番ホーム（2022年7月）

## 連続立体交差事業・複々線化事業
西武池袋線の高架複々線化事業は、桜台駅から当駅を経て大泉学園駅まで実施された。ただし1971年（昭和46年）の都市計画決定当初は、桜台駅から当駅まで区間を高架複々線化とされていた。この当初計画区間の中でも当駅 - 練馬高野台駅間の高架化は一番遅れたが、これは当駅西側における東京外かく環状道路との交差方法について調整が難航したからである。最終的に鉄道線が高架で走るという形で交差方法が決まったことで、当駅の改良工事などの方針が決定し、また都市計画自体も2005年（平成17年）6月に大泉学園駅付近まで高架化を延長する形に変更されている。
地上駅から高架駅へと建て替える工事手順は、以下にて進められた。
1. 2007年（平成19年）8月から工事に着手。
2. 跨線橋を廃止して仮設地下通路を設ける。
3. 留置線があった区間を上り線を先に高架2線へと建て替える。
4. 先に高架2線化された結果、発生した剰余土地部分を下り1線を高架化して地下通路を廃止。
5. 最後残った1線を高架線へと建て替える。

### 事業の歴史
- 2007年（平成19年）3月6日
ダイヤ改正により下り列車の当駅での待避が中止される[16]。2番ホームの使用が廃止され、進入・出発信号機には「×」印が付けられ、進入するための渡り線にも誤進入を防ぐブロックが置かれた。信号機は同年8月に、渡り線は同年10月に撤去された。
- 2008年（平成20年）3月23日
下り線の池袋側が南寄りの仮線へ切り替えられた。同時期に北側の保線区と留置線が撤去された。
- 2008年（平成20年）6月21日
上り3・4番ホームが40m（2両分）大泉学園方向に移動。
- 2008年（平成20年）7月20日
上り線の池袋側が南寄りの仮線へ切り替えられた。同時期に南口トイレが仮設トイレに切り替えられ、「だれでもトイレ」が併設された。
- 2008年（平成20年）9月27日
下り1番ホームが34m大泉学園方向に移動。
- 2008年（平成20年）11月22日
跨線橋を廃止して仮設地下道に切り替え[8]。改札口も地下に設けられ、地下道は南北自由通路として通り抜けができるようになった。同時にエレベーターも地上 - 改札外コンコース間、改札内コンコース - ホーム間に2基ずつ設置され、バリアフリー化が図られた。跨線橋は北口駅舎と共に解体撤去された[8]。
- 2009年（平成21年）2月8日
上り4番線のレールが池袋側で南寄りに移設され、ホーム池袋側先端の幅員が狭められた[17]。
- 2010年（平成22年）2月7日
上り線の高架化完了[9][18]。上りホームには待合室が設けられ、地上との間にエスカレーター・エレベーターが設置され、北口に仮設された改札口を利用することになった。この北口地上の改札口は上り専用（池袋方面）であり、仮設地下道内の改札口は下り専用（所沢方面）となった。北口にも仮設トイレが設けられた。これに先立ち1月30日に施設見学会が実施された[19]。
- 2011年（平成23年）4月17日
下り内側線の高架化完了。ホームにはエスカレーター・エレベーター・待合室も整備されたが、内側2番線のみの供用であった[10]。同時に地上の下りホームと仮設地下道および上りホーム専用改札口は廃止され、改札は1か所に集約された。駅員室が南口から改札口横へ移動し、これに伴い定期券発売窓口が廃止された。
- 2012年（平成24年）1月27日
改札内トイレの供用を開始し、仮設トイレは撤去された。
- 2012年（平成24年）6月23日
下り外側線の高架化による1番線の供用開始[11]。
- 2012年（平成24年）6月30日
ダイヤ改正で下り列車の当駅での待避が5年ぶりに復活。平日朝ラッシュ時に設定されていた練馬高野台発着の全ての列車が当駅発着に変更された[20]。さらに、これに加えて日中には副都心線直通の当駅発着が、夕方には池袋からの当駅発着の列車が設定された。池袋 - 石神井公園間を営業運転する定期列車は1998年以来14年ぶりである。
- 2012年（平成24年）11月18日
練馬高野台駅 - 当駅間の上下線が複々線化。
- 2013年（平成25年）3月23日
大泉学園駅よりに西口を開設[13]。
- 2013年（平成25年）11月24日
当駅 - 大泉学園駅間の下り線が高架化[21]。
- 2014年（平成26年）2月1日
高架下ロータリー仮使用開始[22]。
- 2015年（平成27年）1月25日
当駅 - 大泉学園駅間の上り線が高架化[23]。

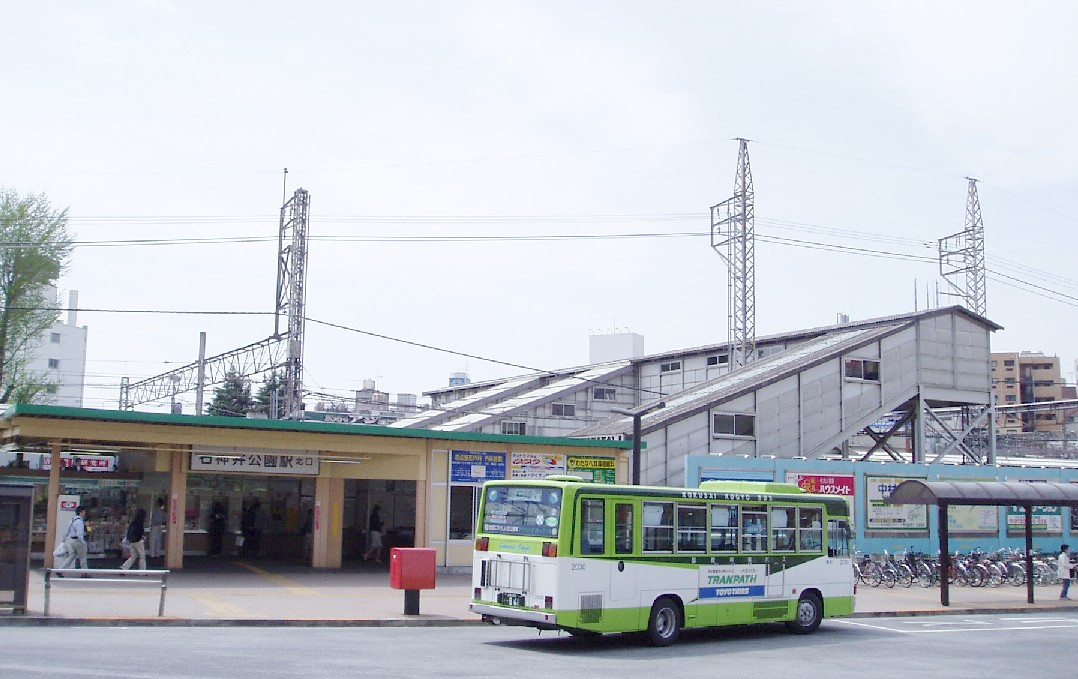
旧北口（2007年4月）
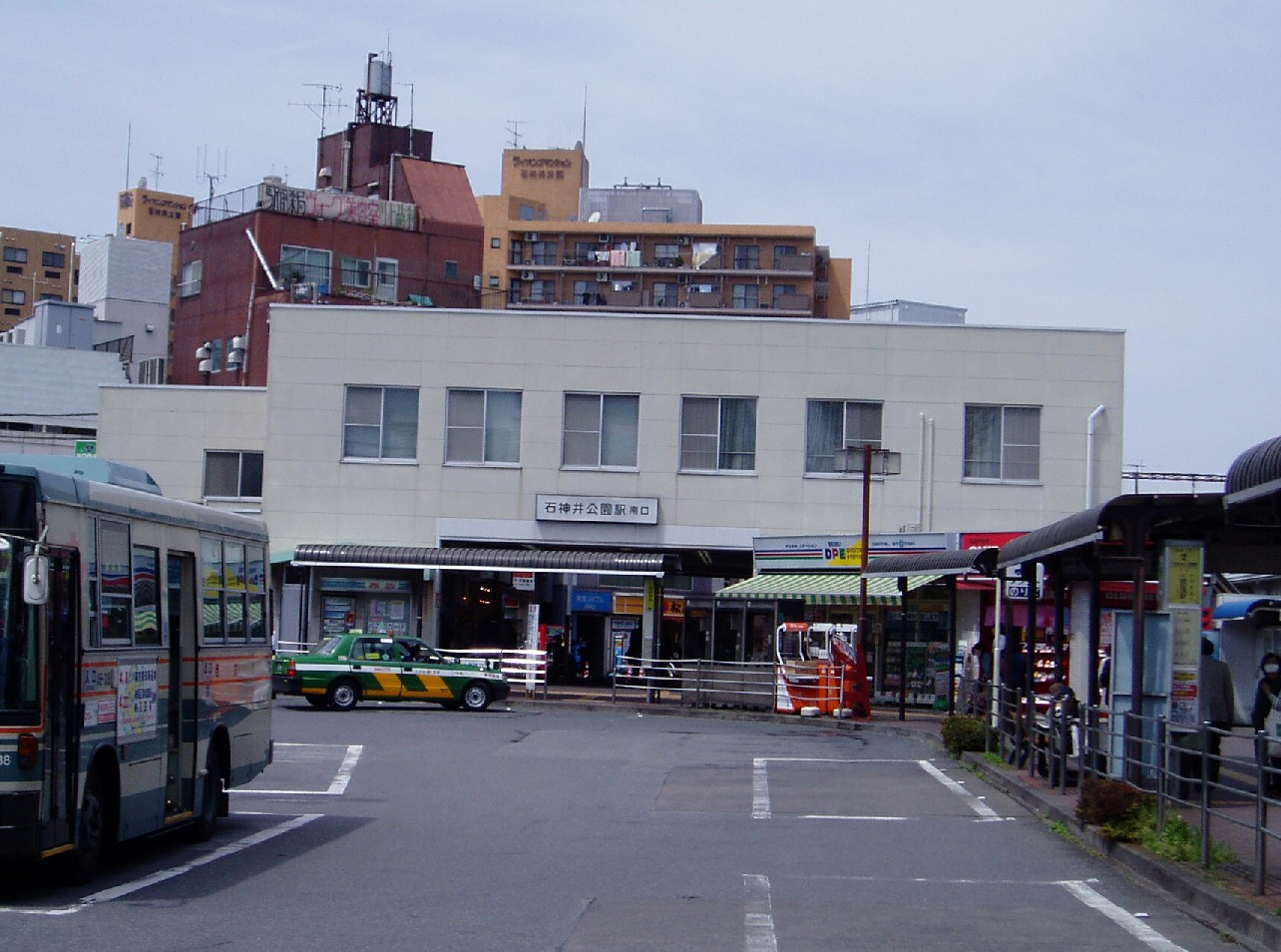
旧南口（2007年4月）
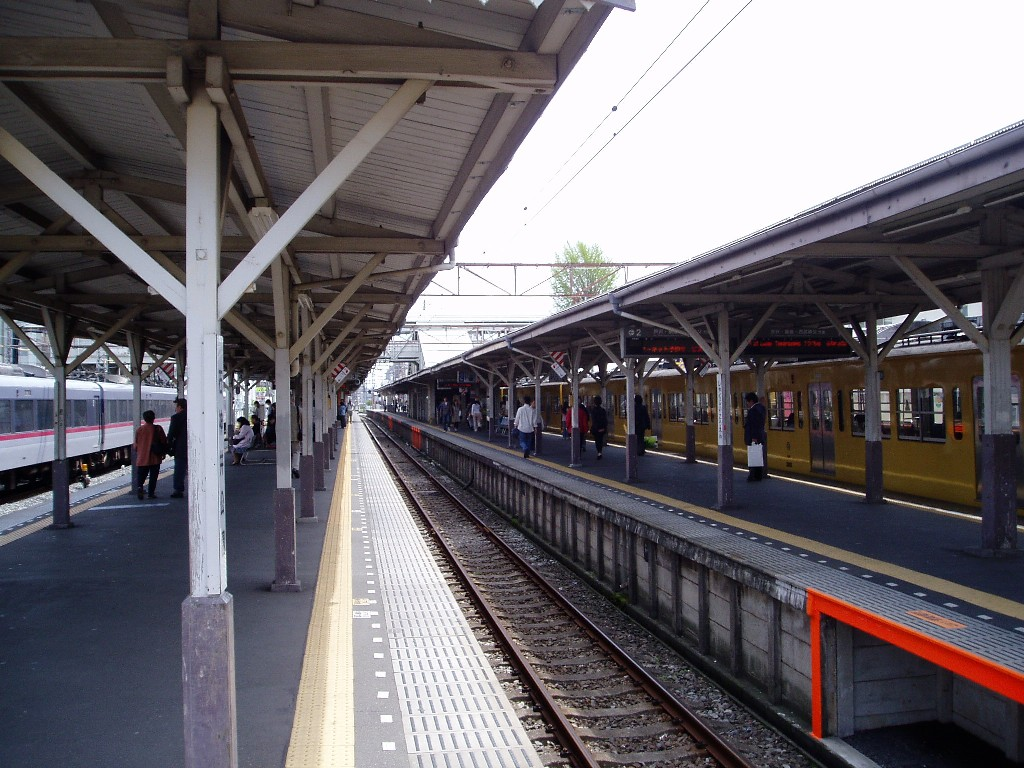
旧地上ホーム。左から上り線、中線、下り線（2007年4月）
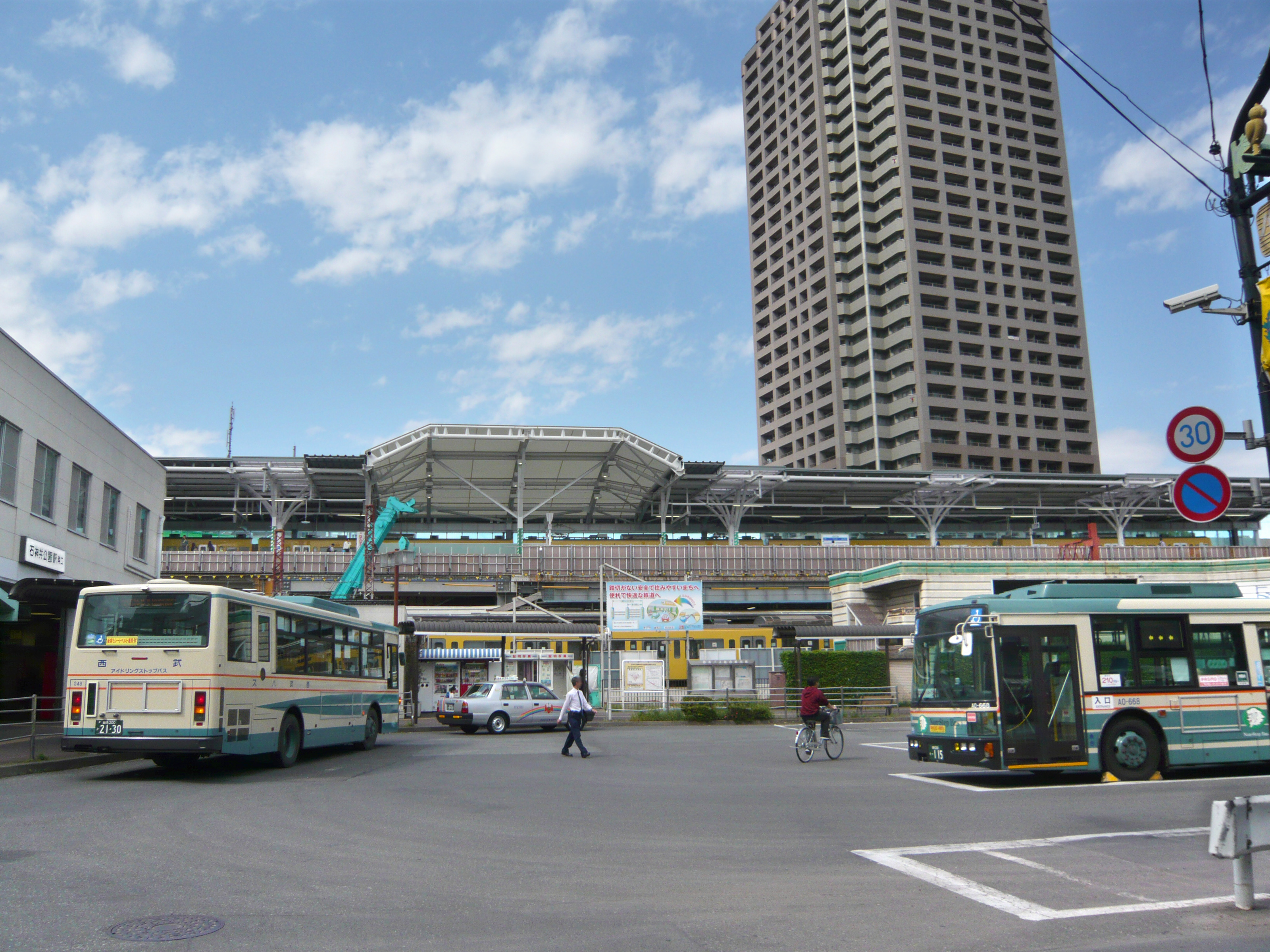
南側。上り線（池袋方面）のみ高架化された状態（2010年5月）
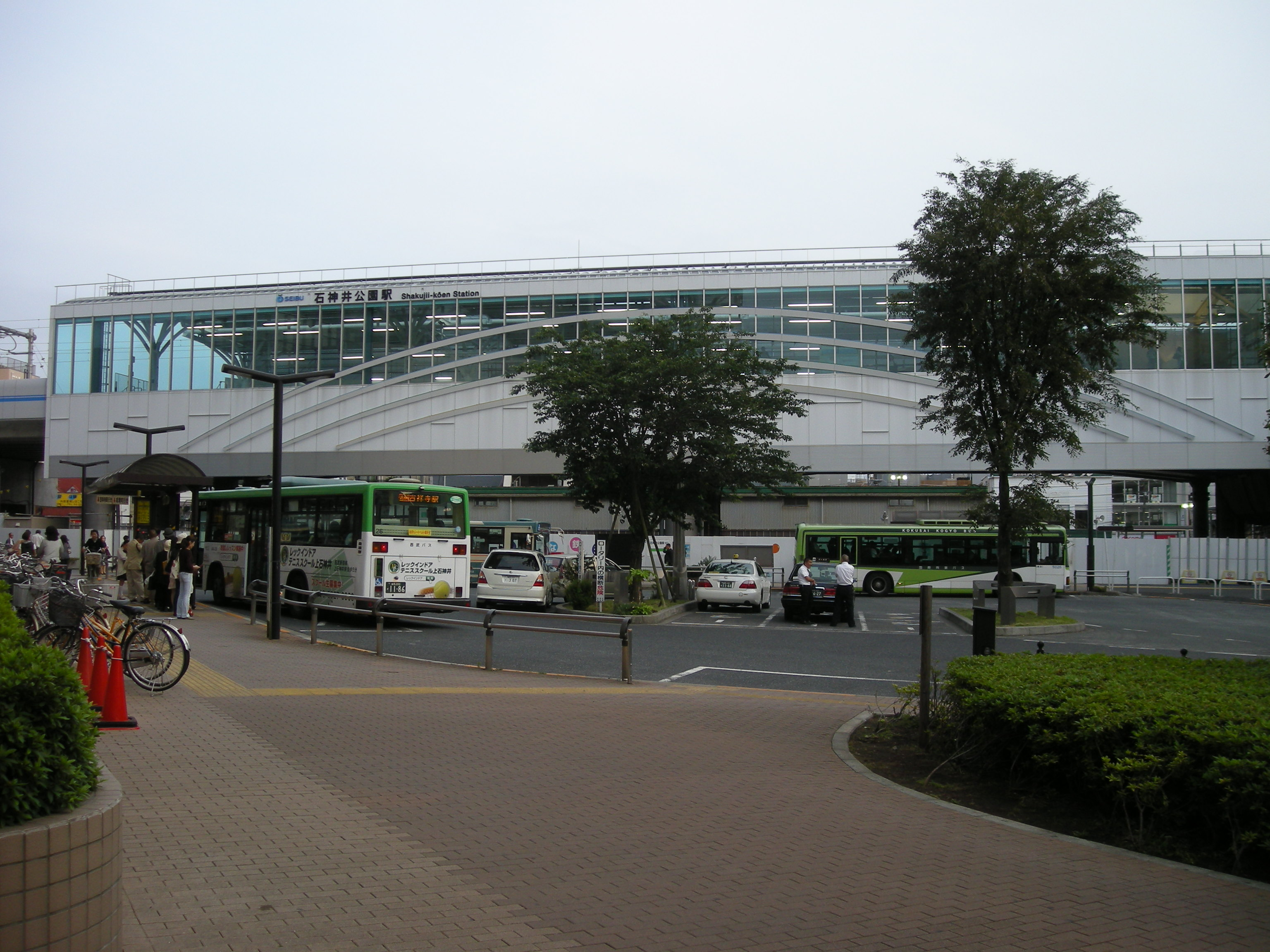
北側ロータリーから見た完成直後の高架ホーム（2011年6月）
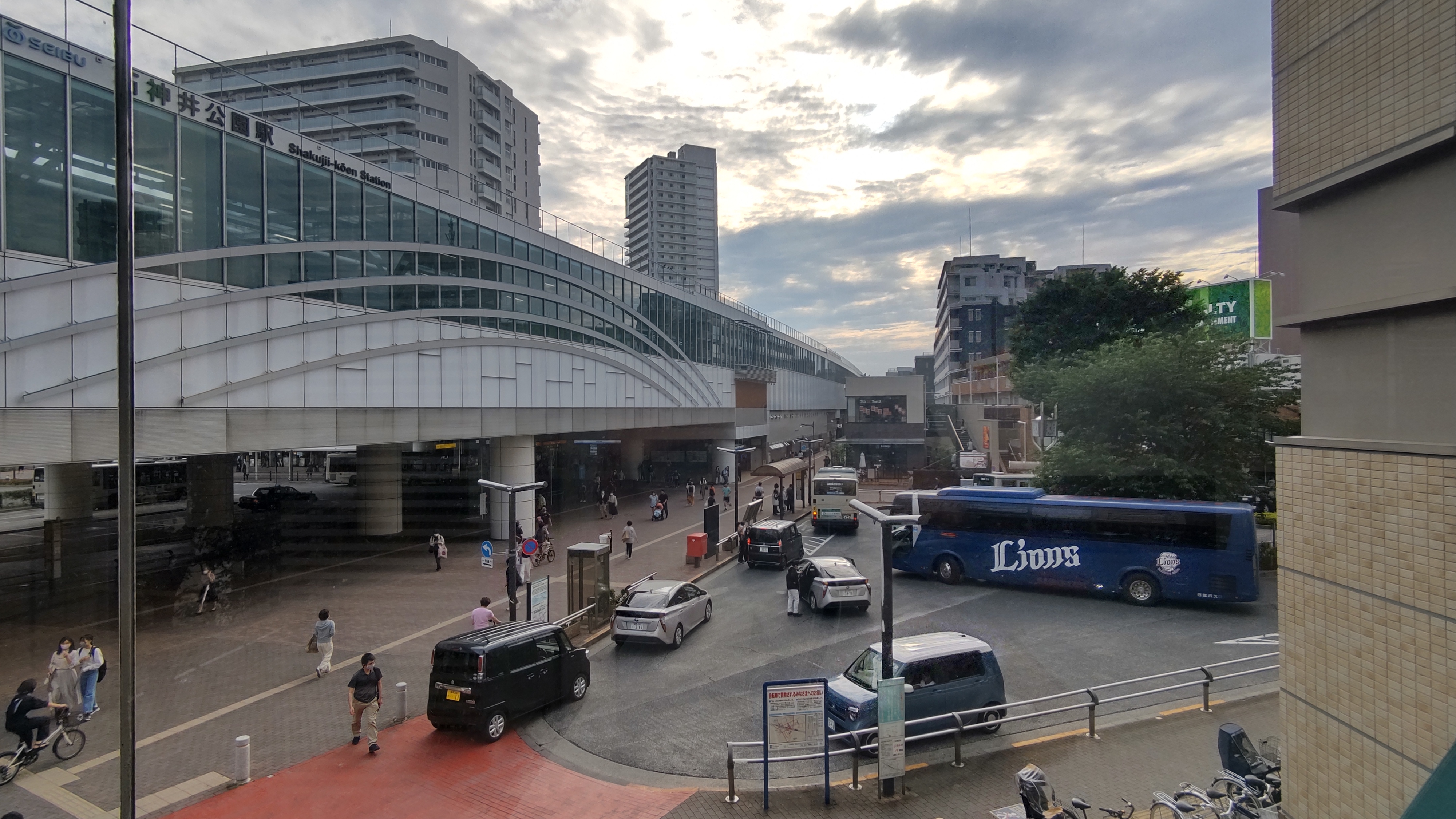
北東ピアレスから見た高架ホーム（2021年6月）

## 利用状況
2024年（令和6年）度の1日平均乗降人員は76,732人である。西武鉄道全92駅中第9位。
池袋線池袋 - 所沢間の途中駅で急行系列車（快速急行・急行・通勤急行）のすべてが停車する駅だが、快速急行と急行と快速が通過する大泉学園駅より乗降人員は少ない。1981年当時の同駅の乗降客は67,000人で大泉学園に続いて2番目だった。1994年に練馬高野台駅が近隣に開設されて以降減少傾向にあったが、2000年代に入ってからは駅前再開発もあり、転じて増加傾向にある。2010年から2011年までは伸びが止まっていたが（2011年度の減少は東日本大震災の影響だとみられている）、2012年からはまた増加傾向にあり、2017年度には1日平均乗降人員が80,000人を突破、2018年度には秋津駅の乗降人員を上回った。
近年の1日平均乗降・乗車人員の推移は下表のとおりである。
| 年度               | 1日平均 乗降人員 | 1日平均 乗車人員 | 出典     |
| ------------------ | ---------------- | ---------------- | -------- |
| 1990年（平成02年） |                  | 39,005           | [ * 1 ]  |
| 1991年（平成03年） |                  | 39,473           | [ * 2 ]  |
| 1992年（平成04年） |                  | 39,326           | [ * 3 ]  |
| 1993年（平成05年） |                  | 38,715           | [ * 4 ]  |
| 1994年（平成06年） |                  | 37,627           | [ * 5 ]  |
| 1995年（平成07年） |                  | 35,585           | [ * 6 ]  |
| 1996年（平成08年） |                  | 35,238           | [ * 7 ]  |
| 1997年（平成09年） |                  | 34,392           | [ * 8 ]  |
| 1998年（平成10年） |                  | 33,310           | [ * 9 ]  |
| 1999年（平成11年） |                  | 32,945           | [ * 10 ] |
| 2000年（平成12年） |                  | 32,479           | [ * 11 ] |
| 2001年（平成13年） |                  | 32,129           | [ * 12 ] |
| 2002年（平成14年） | 64,313           | 32,083           | [ * 13 ] |
| 2003年（平成15年） | 65,098           | 32,504           | [ * 14 ] |
| 2004年（平成16年） | 65,248           | 32,586           | [ * 15 ] |
| 2005年（平成17年） | 66,679           | 33,303           | [ * 16 ] |
| 2006年（平成18年） | 67,929           | 33,896           | [ * 17 ] |
| 2007年（平成19年） | 68,729           | 34,339           | [ * 18 ] |
| 2008年（平成20年） | 69,391           | 34,670           | [ * 19 ] |
| 2009年（平成21年） | 70,043           | 34,992           | [ * 20 ] |
| 2010年（平成22年） | 69,515           | 34,787           | [ * 21 ] |
| 2011年（平成23年） | 68,820           | 34,486           | [ * 22 ] |
| 2012年（平成24年） | 71,041           | 35,587           | [ * 23 ] |
| 2013年（平成25年） | 74,212           | 37,186           | [ * 24 ] |
| 2014年（平成26年） | 75,319           | 37,681           | [ * 25 ] |
| 2015年（平成27年） | 77,693           | 38,880           | [ * 26 ] |
| 2016年（平成28年） | 79,048           | 39,553           | [ * 27 ] |
| 2017年（平成29年） | 81,273           | 40,658           | [ * 28 ] |
| 2018年（平成30年） | 82,558           | 41,274           | [ * 29 ] |
| 2019年（令和元年） | 82,902           | 41,445           | [ * 30 ] |
| 2020年（令和02年） | 61,897           |                  |          |
| 2021年（令和03年） | 65,696           |                  |          |
| 2022年（令和04年） | 71,474           |                  |          |
| 2023年（令和05年） | 74,675           |                  |          |
| 2024年（令和06年） | 76,732           |                  |          |

## 駅周辺

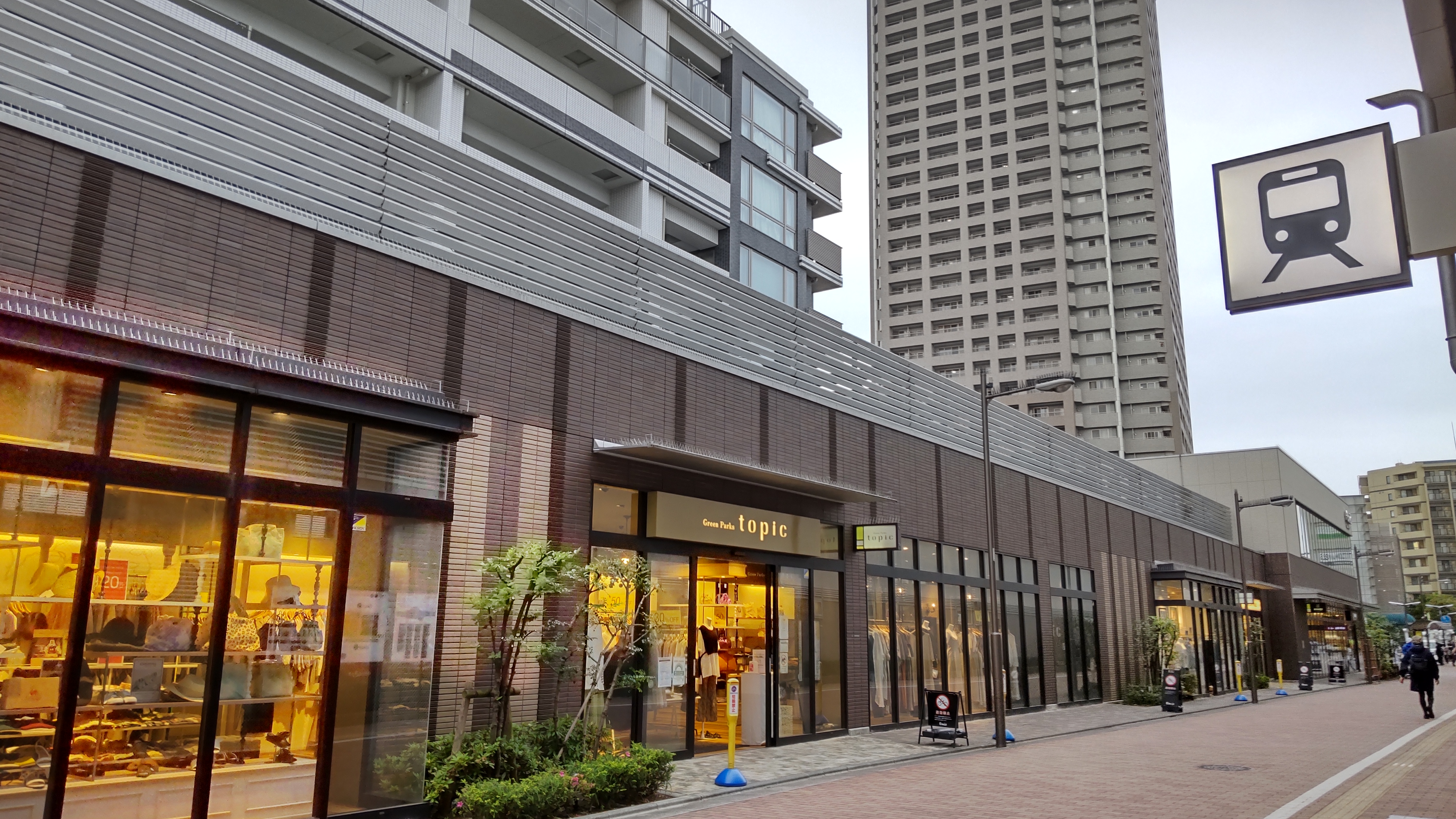
石神井公園駅北西（Emio North）（2021年5月）

### 概略
同駅には南北2つの駅前広場があり、それぞれバスロータリーが整備されている。2015年に高架化が完成したことにより、富士街道との交差部など開かずの踏切が解消された。西武は石神井公園駅エリアを「住んでいてよかった街、住んでみたくなる街」「都心と郊外、ふたつの魅力あるくらし」をテーマに再開発の重点地区に位置付けており、「西武線沿線のイメージを形成していく上でのシンボルプロジェクト」としている。
その一環として高架下などを利用したエミナード石神井公園が完成。駅ナカ駅チカ商業施設Emio West・South・North・Eastなどで構成され、2013年秋より順次開業した。
かつて南口ロータリー発着のバスは、人通りが多く狭隘な南口商店街を走っており、誘導員が常駐していたが、2021年3月より、新たに整備された駅東側の都市計画道路補助132号線を経由することとなった。
戦前の時代、駅の西側一帯は関東大震災（1923年,大正12年）後に急遽、仮校舎を建てて翌年移ってきた東京商科大学（現一橋大学）の旧地であった（1933年,昭和8年に小平へと移転）。

### 施設・スポット
公園・寺社・史跡
- 東京都立「石神井公園」
  - 三宝寺池 - 三宝寺池沼沢植物群落が国の天然記念物に指定されている。
  - 石神井池 - ボート池
- 石神井松の風文化公園
- 三宝寺
- 道場寺

道路・河川
- 富士街道（東京都道8号千代田練馬田無線）
- 井草通り
- 石神井川

商業施設
- 石神井公園ピアレス
  - クイーンズ伊勢丹 石神井公園店
- ライフ 石神井公園店
- サミットストア 石神井公園店
- エミナード 石神井公園（高架下や駅前の商業施設）

公共施設など
- 練馬区役所石神井庁舎
  - 石神井区民事務所
  - 石神井庁舎区民相談室
    - 石神井総合福祉事務所
- 石神井公園ピアレス
  - 練馬区立石神井公園区民交流センター
- 警視庁石神井警察署
- 東京消防庁石神井消防署 石神井公園出張所
- 日本年金機構練馬年金事務所
- 練馬区石神井保健相談所
- 練馬区石神井敬老館・練馬区石神井児童館
- 練馬区男女共同参画センター えーる
- 練馬区立石神井公園ふるさと文化館
- 練馬区立石神井図書館

スポーツ・娯楽施設など
- 練馬区立高野台運動場
- 練馬区立石神井プール

郵便局・金融機関
- 石神井郵便局
- 石神井公園駅前郵便局
- みずほ銀行 石神井支店
- りそな銀行 石神井支店
- 三井住友信託銀行 石神井支店
- きらぼし銀行 石神井支店

医療機関

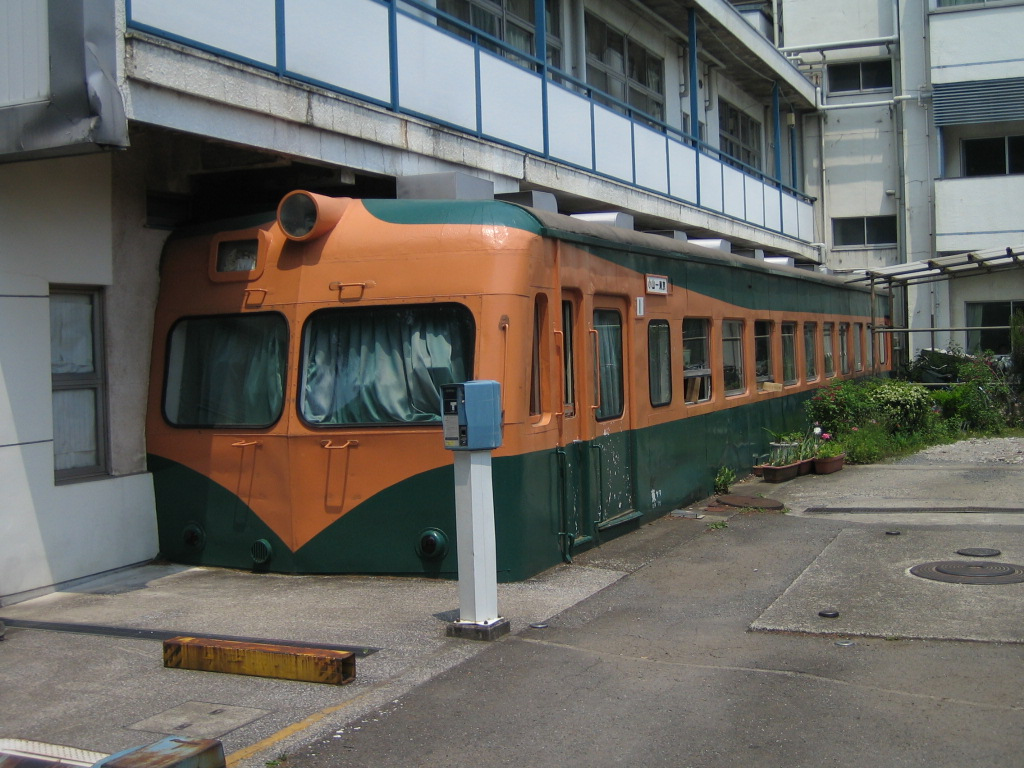
小山クリニックが小山病院時代に南口に存在した80系電車外装病棟。長らく目印として機能してた。

- 石神井休日急患診療所（練馬区役所 石神井庁舎内）
- ユークレイジア会小山クリニック

## バス路線
石神井公園駅は高架化にともない北口、南口が廃止され、中央口と西口になったが、バスの表記は北口、南口がまだ使われている。南ロータリーは高架下半分ほどまで入り込んでいる。注記なきものは西武バスが運行。

### 北ロータリー（石神井公園駅旧北口）
1番のりば
- 石01：石神井公園駅北口（石神井循環）
- 石02：成増駅南口（西武バス・国際興業バス共同運行） ※ 国際興業バスは深夜バスも運行
- 石03-2：練馬北町車庫（国際興業バス）
- 石04：土支田一丁目
北口ロータリー完成前は南口発着で、西武バス便と国際興業バス便は別々の乗り場から出ていた。

2番のりば
- 吉60・吉60-2・吉60-3：吉祥寺駅
- 石11・石12：西武車庫
- 石11・吉60：成増町
- 吉60-2：谷原三丁目
北口ロータリーの完成以前は、吉祥寺駅方面が南口経由、成増方面が駅に寄らずに石神井庁舎停留所を駅最寄りとしていた。

3番のりば
- 羽田空港（西武バス、東京空港交通）

### 南ロータリー（石神井公園駅旧南口）
4番のりば
- 荻11：荻窪駅（西武バス・関東バス共同運行）
- 石21：南田中車庫

5番のりば
- 荻14：荻窪駅
- 石22：上井草駅入口

6番のりば
- 阿50：阿佐ヶ谷駅（関東バス）

北口ロータリーの完成以前は、
- 1番のりば：荻11・石01・石02（西武バス担当便）
- 2番のりば：荻14
- 3番のりば：石神井公園駅終着便の降車場、吉60（吉祥寺駅行き）・石11
- 国際興業バスのりば（三井住友銀行ATMコーナー前） - 石02（国際興業バス担当便）・石03
- 関東バスのりば（中華料理店横） - 阿50

という発着の仕方があった。

## 隣の駅
西武鉄道
 池袋線
□S-TRAIN停車駅（平日は豊洲行きが乗車のみ、小手指行きが降車のみの取扱い。土休日は両方向とも乗降可能）
■快速急行（西武線池袋着、上り方面のみ運転）・■急行（西武線池袋発着）
池袋駅 (SI01) - 石神井公園駅 (SI10) - ひばりヶ丘駅 (SI13)
■通勤急行（上り方面のみ運転）
池袋駅 (SI01) ← 石神井公園駅 (SI10) ← 大泉学園駅 (SI11)
■快速急行（西武有楽町線直通）・■急行（西武有楽町線直通の臨時列車）・■快速
練馬駅 (SI06) - 石神井公園駅 (SI10) - ひばりヶ丘駅 (SI13)
■通勤準急（上り方面のみ運転）
通過
■準急（大泉学園側は当駅から各駅に停車）
練馬駅 (SI06) - 石神井公園駅 (SI10) - 大泉学園駅 (SI11)
■各駅停車
練馬高野台駅 (SI09) - 石神井公園駅 (SI10) - 大泉学園駅 (SI11)

#### 利用状況に関する出典
東京都統計年鑑
1. ↑  東京都統計年鑑（平成2年）
2. ↑  東京都統計年鑑（平成3年）
3. ↑  東京都統計年鑑（平成4年）
4. ↑  東京都統計年鑑（平成5年）
5. ↑  東京都統計年鑑（平成6年）
6. ↑  東京都統計年鑑（平成7年）
7. ↑  東京都統計年鑑（平成8年）
8. ↑  東京都統計年鑑（平成9年）
9. ↑  東京都統計年鑑（平成10年） (PDF)
10. ↑  東京都統計年鑑（平成11年） (PDF)
11. ↑  東京都統計年鑑（平成12年）
12. ↑  東京都統計年鑑（平成13年）
13. ↑  東京都統計年鑑（平成14年）
14. ↑  東京都統計年鑑（平成15年）
15. ↑  東京都統計年鑑（平成16年）
16. ↑  東京都統計年鑑（平成17年）
17. ↑  東京都統計年鑑（平成18年）
18. ↑  東京都統計年鑑（平成19年）
19. ↑  東京都統計年鑑（平成20年）
20. ↑  東京都統計年鑑（平成21年）
21. ↑  東京都統計年鑑（平成22年）
22. ↑  東京都統計年鑑（平成23年）
23. ↑  東京都統計年鑑（平成24年）
24. ↑  東京都統計年鑑（平成25年）
25. ↑  東京都統計年鑑（平成26年）
26. ↑  東京都統計年鑑（平成27年）
27. ↑  東京都統計年鑑（平成28年）
28. ↑  東京都統計年鑑（平成29年）
29. ↑  東京都統計年鑑（平成30年）
30. ↑  東京都統計年鑑（平成31年・令和元年）

西武鉄道の1日平均利用客数
1. 1 2 3  “駅別乗降人員（2024年度１日平均）” (pdf).   西武鉄道. 2025年6月7日閲覧。
2. ↑  駅別乗降人員（2020年度1日平均） - ウェイバックマシン（2021年9月23日アーカイブ分）、2022年8月18日閲覧
3. ↑  駅別乗降人員（2021年度1日平均） - ウェイバックマシン（2022年7月8日アーカイブ分）、2022年8月18日閲覧
4. ↑  “駅別乗降人員（2022年度1日平均）” (pdf).   西武鉄道. 2023年7月22日閲覧。
5. ↑  “駅別乗降人員（2023年度１日平均）” (pdf).   西武鉄道. 2024年6月21日閲覧。